# إيك هيلدبراند
إيك هيلدبراند هو لاعب هوكي الجليد كندي، ولد في 27 مايو 1927 في وينيبيغ في كندا، وتوفي في 27 أغسطس 2006.

## وصلات خارجية
- إيك هيلدبراند على موقع دوري الهوكي الوطني (الإنجليزية)
- إيك هيلدبراند على موقع قاعة مشاهير الهوكي (لاعب أن.إتش.أل) (الإنجليزية)
- إيك هيلدبراند على موقع EliteProspects.com (الإنجليزية)
- إيك هيلدبراند على موقع Hockey-Reference.com (الإنجليزية)
- إيك هيلدبراند على موقع قاعة كندا للمشاهير الرياضية (الإنجليزية)